# Districte de Pardubice
El districte de Pardubice (en txec Okres Pardubice) és un districte de la regió de Pardubice, a la República Txeca. La capital és Pardubice.

## Llista de municipis
Barchov -
Bezděkov -
Borek -
Brloh -
Břehy -
Bukovina nad Labem - 
Bukovina u Přelouče -
Bukovka -
Býšť -
Časy -
Čeperka -
Čepí -
Černá u Bohdanče -
Choltice -
Choteč -
Chrtníky -
Chvaletice -
Chvojenec -
Chýšť -
Dašice -
Dolany -
Dolní Roveň -
Dolní Ředice -
Dříteč -
Dubany -
Hlavečník -
Holice -
Holotín -
Horní Jelení -
Horní Ředice -
Hrobice -
Jankovice -
Jaroslav -
Jedousov -
Jeníkovice -
Jezbořice -
Kasalice -
Kladruby nad Labem -
Kojice -
Kostěnice -
Křičeň -
Kunětice -
Labské Chrčice -
Lány u Dašic -
Lázně Bohdaneč -
Libišany -
Lipoltice -
Litošice -
Malé Výkleky -
Mikulovice -
Mokošín -
Morašice -
Moravany -
Němčice -
Neratov -
Opatovice nad Labem -
Ostřešany -
Ostřetín -
Pardubice -
Plch -
Poběžovice u Holic -
Poběžovice u Přelouče -
Podůlšany -
Pravy -
Přelouč -
Přelovice -
Přepychy -
Ráby -
Rohovládova Bělá -
Rohoznice -
Rokytno -
Rybitví -
Řečany nad Labem -
Selmice -
Semín - 
Sezemice -
Slepotice -
Sopřeč -
Sovolusky - 
Spojil -
Srch -
Srnojedy -
Staré Hradiště -
Staré Jesenčany -
Staré Ždánice - 
Starý Mateřov -
Stéblová -
Stojice -
Strašov -
Svinčany -
Svojšice -
Tetov -
Trnávka -
Trusnov -
Třebosice -
Turkovice -
Uhersko -
Úhřetická Lhota -
Újezd u Přelouče -
Újezd u Sezemic -
Urbanice -
Valy -
Vápno -
Veliny -
Veselí - 
Vlčí Habřina -
Voleč -
Vysoké Chvojno -
Vyšehněvice -
Zdechovice -
Žáravice -
Živanice